# Köllnischer Park
Il Köllnischer Park (letteralmente: «parco di Kölln») è un parco di Berlino, posto nel quartiere Mitte.
È posto sotto tutela monumentale (Denkmalschutz).

## Storia
Il parco venne realizzato intorno al 1873 sull'area occupata in precedenza dal baluardo VII della cinta muraria bastionata berlinese.
Nel 1893 il parco venne ornato dalla ricostruzione del "Wusterhausener Bär", una torre in mattoni del 1718, già parte del vicino baluardo VI. Negli anni venti del XX secolo vi si aggiunse il «recinto degli orsi» (Bärenzwinger) che ospitava alcuni esemplari dell'animale simbolo della città.
Il parco venne ridisegnato dal 1969 al 1971 su progetto di un collettivo guidato da Eberhard Jaenisch e Stefan Ranner.

## Caratteristiche
Il parco cinge sul lato sud l'edificio neogotico che ospita il Museo della Marca, costruito dal 1899 al 1908 su progetto di Ludwig Hoffmann.
All'interno dell'area verde sono presenti diversi gruppi scultorei, fra cui spiccano un Ercole realizzato dalla scuola di Schadow e un monumento a Zille, opera di Heinrich Drake.